# Rucqueville
Rucqueville település Franciaországban, Calvados megyében. Lakosainak száma 166 fő (2018. január 1.). Rucqueville Coulombs, Esquay-sur-Seulles, Martragny, Saint-Gabriel-Brécy és Vaux-sur-Seulles községekkel határos.

## Népesség
A település népessége az elmúlt években az alábbi módon változott:
| Lakosok száma | 46   | 56   | 129  | 138  | 139  | 128  | 138  | 147  | 155  | 166  |
|               | 1968 | 1975 | 1982 | 1990 | 1999 | 2011 | 2013 | 2015 | 2017 | 2018 |